# O'Neill (Nebraska)
O'Neill é uma cidade localizada no estado americano de Nebraska, no Condado de Holt.

## Demografia
Segundo o censo americano de 2000, a sua população era de 3733 habitantes.
Em 2006, foi estimada uma população de 3429, um decréscimo de 304 (-8.1%).

## Geografia
De acordo com o United States Census Bureau, a localidade tem uma área de 6,1 km², sem área coberta por água. O'Neill localiza-se a aproximadamente 606 m acima do nível do mar.

## Localidades na vizinhança
O diagrama seguinte representa as localidades num raio de 32 km ao redor de O'Neill.